# Askums socken
Askums socken i Bohuslän ingick i Sotenäs härad, ingår sedan 1974 i Sotenäs kommun och motsvarar från 2016 Askums distrikt.
Socknens areal är 60,40 kvadratkilometer, varav land 59,66. År 2000 fanns här 948 invånare. Tätorten Hovenäset och en del av Väjern samt sockenkyrkan Askums kyrka ligger i socknen. 

## Administrativ historik
Askums socken har medeltida ursprung. 20 februari 1772 utbröts Kungshamns församling. 
Vid kommunreformen 1862 övergick socknens ansvar för de kyrkliga frågorna till Askums församling och för de borgerliga frågorna bildades Askums landskommun. 1909 utbröts Malmöns landskommun  och Malmöns församling. Landskommunen inkorporerades 1952 i Södra Sotenäs landskommun som 1974 uppgick i Sotenäs kommun. Församlingen uppgick 2010 i Södra Sotenäs församling.
1 januari 2016 inrättades distriktet Askum, med samma omfattning som församlingen hade 1999/2000.
Socknen har tillhört län, fögderier, tingslag och domsagor enligt vad som beskrivs i artikeln Sotenäs härad. De indelta soldaterna tillhörde Bohusläns regemente, Sotenäs kompani och de indelta båtsmännen tillhörde 1:a Bohusläns båtsmanskompani.
Vid en brand i Tossene prästgård 1898 förstördes pastoratets arkiv och därmed kyrkböcker för släktforskning.

## Geografi och natur
Askums socken ligger väster om Uddevalla på södra Sotenäset med Åbyfjorden i söder och Skagerack i väster. Socknen är en bergig kustbygd.
I socken finns två naturreservat. Bua hed samt Ramsvikslandet och Tryggö är Natura 2000-områden som förvaltas Västkuststiftelsen. Ramsvikslandet är en halvö som avskilts från fastlandet av Sotenkanalen. Det gör den till största ön och Tryggö till den näst största. Klevekilen är ett naturvårdsområde som också ingår i Natura 2000.

## Fornlämningar
Cirka 125 boplatser och en dös från stenåldern har påträffats. Från bronsåldern finns flera gravrösen, stensättningar och ett 125 hällristningar. Från järnåldern finns ett par gravfält.

## Befolkningsutveckling
Befolkningen ökade från 1130 1810 till 3616 år 1900 varefter den minskade till 1644 1970. Därefter ökade befolkningen till 2269 1980 för att på nytt minska till 1358 1990.

## Namnet
Namnet skrevs 1391 Askäim. Namnet innehåller trädslaget ask och hem, 'boplats; gård'.